# Egitto ai Giochi della XXXIII Olimpiade
L'Egitto ha partecipato ai Giochi della XXXIII Olimpiade che si sono svolti a Parigi dal 26 luglio all'11 agosto 2024, con una delegazione di 160 atleti, 105 uomini e 55 donne in 25 sports e in 28 discipline.
I portabandiera alla cerimonia di apertura sono stati Ahmed El-Gendy e Sara Ahmed.

## Medagliere

### Medaglie
| Medaglia | Nome             | Sport              | Evento                     |
| -------- | ---------------- | ------------------ | -------------------------- |
| Oro      | Ahmed El-Gendy   | Pentathlon moderno | Gara maschile              |
| Argento  | Sara Ahmed       | Sollevamento pesi  | 81 kg femminile            |
| Bronzo   | Mohamed El-Sayed | Scherma            | Spada individuale maschile |

## Delegazione
| Sport              | Uomini | Donne | Totale |
| ------------------ | ------ | ----- | ------ |
| Atletica leggera   | 5      | 1     | 6      |
| Beach volley       | 0      | 2     | 2      |
| Calcio             | 18     | 0     | 18     |
| Canoa/kayak        | 0      | 1     | 1      |
| Canottaggio        | 3      | 0     | 3      |
| Ciclismo           | 1      | 2     | 3      |
| Equitazione        | 1      | 0     | 1      |
| Ginnastica         | 1      | 8     | 9      |
| Judo               | 2      | 0     | 2      |
| Lotta              | 10     | 1     | 11     |
| Nuoto              | 2      | 1     | 3      |
| Nuoto artistico    | 0      | 9     | 9      |
| Pallamano          | 17     | 0     | 17     |
| Pallavolo          | 13     | 0     | 13     |
| Pentathlon moderno | 2      | 2     | 4      |
| Pugilato           | 2      | 1     | 3      |
| Scherma            | 12     | 9     | 21     |
| Sollevamento pesi  | 2      | 3     | 5      |
| Taekwondo          | 3      | 3     | 6      |
| Tennis             | 0      | 1     | 1      |
| Tennistavolo       | 3      | 3     | 6      |
| Tiro               | 5      | 6     | 11     |
| Tiro con l'arco    | 1      | 1     | 2      |
| Tuffi              | 2      | 2     | 4      |
| Vela               | 1      | 1     | 2      |
| Totale             | 104    | 55    | 159    |